# 御前通
御前通（おんまえどおり）は京都市の主要な南北の通りの一つ。北は寺之内通から南は久世橋通まで至り、南の延長は新城南宮道まで伸びている。途中、札辻通－十条通間で中断する。松原通－七条通間ではすぐ東を東御前通（ひがしおんまえどおり）が並行する。
一条通から九条通の間は、平安京の西大宮大路（にしのおおみやおおじ）にあたる。全長は約7.5キロ。

## 概要
通りの名は北野天満宮の門前を通ることに由来している。なお、正面通の東本願寺－西本願寺間も寺院の門前を通るため、同じように「御前通」と称されることがあるが、両者の間に関係はない。
平安京の西大宮大路として開通したが、右京の衰退に伴い平安時代の中ごろにはすでに衰退しはじめていた。ただ北野天満宮のある北側の区間は栄え、一条通以北の沿道には右近衛府に属する右近馬場が存在したことから右近馬場通という名が付けられ、江戸時代にはこの名で流通していた。明治以降になるとかつての通りの長さを取り戻し、現在は南区まで至る長い通りである。
大半は2車線の道路であるが、今出川通－妙心寺道間は南行きの、丸太町通－山陰本線の高架下間および御池通－三条通間は北行きの一方通行となっている。また、八条通との交差点で東海道本線の下にもぐる箇所は道が狭隘なため、信号機による交互通行が実施されている。

## 沿道の主な施設
- 上京消防署 北野消防出張所[5] 今小路通
- 北野天満宮
- 大将軍八神社
- 京都市立仁和小学校　一条通下ル
- 京都府林業会館　三条通西入ル
- 京都労働者総合会館 ラボール京都　四条通西入ル
- 京都市立朱雀第七小学校　綾小路通上ル
- 京都市衛生環境研究所（跡地）　五条西入ル（中京区壬生東高田町1番地の2）※2019年（令和元年）10月に伏見区村上町395に新築移転[6]
- 京都市立七条小学校
- 西寺
- 京都市立洛陽工業高等学校

## 交差する道路
- 交差する道路の特記がないものは主要地方道を除く市道。

| 交差する道路 西← 御前通 →東        | 交差する道路 西← 御前通 →東        | 交差する場所 | 交差する場所 |                  |
| ---------------------------------- | ---------------------------------- | ------------ | ------------ | ---------------- |
| <寺之内通>                         | <寺之内通>                         | 上京区       |              | 北↑ ∧御前通∨ ↓南 |
| 府道101号銀閣寺宇多野線 <今出川通> | 府道101号銀閣寺宇多野線 <今出川通> | 上京区       | 北野天満宮前 | 北↑ ∧御前通∨ ↓南 |
| <一条通>                           |                                    | 上京区       |              | 北↑ ∧御前通∨ ↓南 |
| <妙心寺道>                         |                                    | 上京区       |              | 北↑ ∧御前通∨ ↓南 |
| 市道187号鹿ヶ谷嵐山線 <丸太町通>   | 市道187号鹿ヶ谷嵐山線 <丸太町通>   | 上京区       | 丸太町御前   | 北↑ ∧御前通∨ ↓南 |
| 市道187号鹿ヶ谷嵐山線 <丸太町通>   | 市道187号鹿ヶ谷嵐山線 <丸太町通>   | 中京区       | 丸太町御前   | 北↑ ∧御前通∨ ↓南 |
| <御池通>                           |                                    |              |              | 北↑ ∧御前通∨ ↓南 |
| <三条通>                           | <三条通>                           | 三条御前     |              | 北↑ ∧御前通∨ ↓南 |
| <六角通>                           |                                    |              |              | 北↑ ∧御前通∨ ↓南 |
| 市道186号嵐山祇園線 <四条通>       | 市道186号嵐山祇園線 <四条通>       | 御前通四条   |              | 北↑ ∧御前通∨ ↓南 |
| <松原通>                           |                                    |              |              | 北↑ ∧御前通∨ ↓南 |
| 国道9号 <五条通>                   | 国道9号 <五条通>                   | 五条御前     |              | 北↑ ∧御前通∨ ↓南 |
| 国道9号 <五条通>                   | 国道9号 <五条通>                   | 五条御前     | 下京区       | 北↑ ∧御前通∨ ↓南 |
| <花屋町通>                         |                                    |              |              | 北↑ ∧御前通∨ ↓南 |
| 府道113号梅津東山七条線 <七条通>   | 府道113号梅津東山七条線 <七条通>   | 七条御前     |              | 北↑ ∧御前通∨ ↓南 |
| <八条通>                           |                                    |              |              | 北↑ ∧御前通∨ ↓南 |
| 国道171号 <九条通>                 | 国道171号 <九条通>                 | 南区         | 九条御前     | 北↑ ∧御前通∨ ↓南 |
| 市道181号京都環状線 <西大路通>     | 市道181号京都環状線 <十条通>       | 南区         | 西大路十条   | 北↑ ∧御前通∨ ↓南 |
| <久世橋通>                         | <久世橋通>                         | 南区         | 久世橋通御前 | 北↑ ∧御前通∨ ↓南 |
| 南の延長は<新城南宮道>まで         |                                    |              |              |                  |